# Epinecrophylla spodionota
Epinecrophylla spodionota là một loài chim trong họ Thamnophilidae.